# Jüchsen
Jüchsen este o comună din landul Turingia, Germania.